# Russisches etymologisches Wörterbuch
Russisches etymologisches Wörterbuch est l'œuvre de toute une vie de Max Vasmer et l'une des sources les plus fiables dans le domaine de l'étymologie slave,. 
Le dictionnaire contient plus de 18 000 mots. 

## Histoire
Vasmer commence à travailler sur le projet à New York en 1939, mais la majorité de ses notes originales sont détruites en 1944 lorsque sa maison à Berlin est bombardée. Malgré cela, Vasmer termine la rédaction du dictionnaire en 1950 et sa publication en allemand s’est étalée de 1950 à 1958. La traduction en langue russe a été entreprise par Oleg Troubatchov en 1959, et la version complète, enrichie de commentaires, a été publiée en 1964 et imprimée jusqu’en 1973.